# Roger-Henry Bordesoules
 (juin 2021).
Si vous disposez d'ouvrages ou d'articles de référence ou si vous connaissez des sites web de qualité traitant du thème abordé ici, merci de compléter l'article en donnant les références utiles à sa vérifiabilité et en les liant à la section « Notes et références ».
Roger-Henry Bordesoules (né 31 octobre 1925 à Nice, 7 juillet 2008 à Paris (18è) est un instituteur français connu pour l'invention d'une méthode d'apprentissage de la lecture, notamment auprès des enfants souffrant de dyslexie ou classés comme tels. 
La thèse principale de cette méthode, créée en 1961 est que "l'apprentissage de la lecture doit être identique à la méthode de genèse de l'écriture". Les enfants dits "dyslexiques" se rebellent contre l'arbitraire de l'écriture car il n'y a plus dans l'écriture moderne de rapport entre le mot et son sens. Ce rapport existait dans les "écritures" primitives ou archaïques comme les idéogrammes et pictogrammes des hiéroglyphes. Bordesoules essaie de redonner aux mots et syllabes un rapport avec la chose réelle décrite. Il utilise des dessins, qu'il fait aussi réaliser par les élèves eux-mêmes, pour mémoriser les mots et les syllabes. Par exemple, pour mémoriser le son co, il inclut cette syllabe dans la tête d'un cobra. Il stimule l'imaginaire des enfants en racontant une histoire qui renforce le processus de mémorisation : "La mémoire, c'est l'intelligence qui se souvient".
Son ouvrage Comment vaincre la dyslexie par la méthode Bordesoules est riche des références à l'histoire de l'écriture, des écritures. Il analyse aussi les processus de mémorisation et en particulier la mémoire des images très développée chez les peuples archaïques. Il préfère le terme d'archaïque à celui de primitif car le second terme serait péjoratif s'il n'était pas pris au sens de "premier".

## Œuvres
- Code mnémonique de la Table de mille lieux et mots sélectionnés, 1958
- Comment vaincre la dyslexie par la méthode Bordesoules, Marabout, 1982.